# Calmare Weckotidning
Calmare Weckotidning eller bara Weckotidning var titeln på en dagstidning som gavs ut på svenska  i Kalmar 1788-1792.Calmare Weckotidning gavs ut från 6 september 1788 till 29 december 1792. 
Utgivare var boktryckaren Magnus Petersson i Kalmar, som erhöll sitt  privilegium den 29 september för att ge ut ett weckoblad i strödda ämnen, vilket borde inrättas i likhet med andra veckoblad som redan fått privilegier utfärdade. Bidrag på vers och prosa lämnades till denna tidning av aktören Adolph Fredric Neuman (se Flodmark, Stenborgska skådebanorna s. 117).
Tidningen gavs ut en gång i veckan på lördagar med 4 till 8 sidor i kvartoformat 16 -16,8 x 12,3 cm, till en prenumerationsavgift på 32 skilling specie per år. Tidningen trycktes med frakturstil.